# سید سعید حیدری طیب
سیدسعید حیدری طیب نمایندهٔ دورهٔ نهم مجلس شورای اسلامی و عضو کمیسیون انرژی مجلس شورای اسلامی از حوزهٔ انتخابیهٔ کرمانشاه در استان کرمانشاه است.

## انتخابات مجلس
در ۱۲ اسفند ۱۳۹۰ با ۱۱۸ هزار و ۶۴۴ رأی (نفر دوم) به مجلس شورای اسلامی راه یافت.

## دوران قضاوت
به گفته وی: بهترین خاطرات وی از دستگاه قضایی مربوط به دورانی می‌باشد که به عنوان بازپرس مشغول به کار بوده که آن را دوران طلایی خدمت خویش می‌داند.